# The Net - Intrappolata nella rete
The Net - Intrappolata nella rete (The Net) è un film del 1995 diretto da Irwin Winkler, con protagonista Sandra Bullock.
È tra le prime pellicole a portare sul grande schermo il mondo di internet e il primo a basarsi su un caso di furto d'identità, reato che nel 1995 era avveniristico. Ha ispirato una serie televisiva, The Net, e ha avuto anche un sequel, The Net 2.0, realizzato direct-to-video nel 2006.

## Trama
Angela Bennett è un'analista programmatrice, esperta nell'individuare virus e provare software in sviluppo, che da anni vive reclusa socialmente per sua scelta, a parte le visite alla madre, ricoverata per Alzheimer e che quindi non la riconosce. Aiutando un collega a fronteggiare un virus che minaccia l'uscita sul mercato di Wolfenstein 3D, è incuriosita da un simbolo pi greco (Π) che compare in basso a destra sul suo monitor (unione delle lettere I e T di IT, Information Technology). Cliccando, apre la backdoor nel firewall di una rete occulta. Da quel momento è perseguitata da un gruppo di cracker, i "Pretoriani", che sembrano poter manipolare qualsiasi dato presente in rete. Angela dovrà lottare per la sua sopravvivenza, fisica e "digitale".
Sfruttando le sue competenze informatiche, scopre che dietro i Pretoriani c'è il proprietario dell'azienda di software per la quale lavora, interessato a diffondere un programma di protezione dei dati, che in realtà gli consente di controllare la rete informatica del governo e delle principali istituzioni e aziende finanziarie. Giocando d'astuzia, Angela riesce a inviare all'FBI le prove del complotto e a non farsi incastrare da quello che le stava letteralmente sfuggendo di mano. Riottenuta la sua vera identità, decide di dedicarsi esclusivamente all'assistenza di sua madre.

## Accoglienza

### Incassi
Il film ha incassato 110627965 $ in tutto il mondo.

### Critica
Basato su 33 recensioni, ha ricevuto un punteggio medio di 5,1 su 10 su Rotten Tomatoes, in cui il 30% dei critici ha dato una recensione positiva. Roger Ebert ha dato una recensione positiva di tre stelle. Owen Gleiberman, che scrive per la rivista Entertainment Weekly, ha elogiato la performance di Sandra Bullock, dichiarando che «Sandra Bullock ti tira nel film. Il suo sorriso chiaro e gli occhi imploranti a volte ricordano Julia Roberts».

## Distribuzione

### Edizione italiana
Il doppiaggio italiano è stato effettuato a Roma presso la C.D.C. - Cooperativa Doppiatori Cinematografici, mentre la direzione del doppiaggio è di Manlio De Angelis, assistito da Antonella Bartolomei. La traduzione dall'inglese e i dialoghi italiani sono di Marco Mete, che si è servito dell'esperto di sicurezza informatica Corrado Giustozzi per la consulenza scientifica.

### Tagline
Il film è stato pubblicizzato da numerose tagline:
(Tagline italiana ed inglese del film #1)
(Tagline italiana ed inglese del film #2)
(Tagline alternativa italiana del film #1)

## Riconoscimenti
Con questa interpretazione Sandra Bullock ha ottenuto una nomination nel 1996 agli MTV Movie Awards come "donna più desiderabile".